# Odlok iz Villers-Cotterêtsa
Odlok iz Villers-Cotterêtsa (francosko L'Ordonnance de Villers-Cotterêts) je pravni tekst, ki ga je sprejel francoski kralj Franc I. med 10. in 25. avgustom leta 1539 v mestu Villers-Cotterêts na severu današnje Francije. Gre za najstarejši še veljujoči zakon v Franciji, njegova člena 110 in 111 namreč veljata še danes.
Sestoji iz 192 členov, predvsem znan je člen, ki je uzakonil obvezno rabo francoskega jezika za vse javne dokumente v francoskem kraljestvu, do tedaj je bila večina dokumentov napisana v latinščini ali v regionalnih jezikih. Francoščina je tako postala jezik prava in administracije in eden temeljev moči francoskega monarha. Posledično se je v Franciji začela pospeševati centralizacija (koncentacija moči v Parizu), saj se je do tedaj francoščina, kot jo poznamo danes, govorila le v Parizu in njegovi okolici.
Poleg jezika je odlok reformiral tudi cerkveno pravo, ukinil nekatere mestne privilegije, župnije obvezal, da vodijo krstne knjige. Za vse, ki niso bili židje ali izobčenci iz katoliške cerkve, je bil uzakonjen tudi cerkveni pogreb.